# 楊瓚 (天順進士)
楊瓚（1422年—？），字宗器，福建興化府莆田縣人，明朝政治人物。同進士出身。

## 生平
福建鄉試第五十八名舉人。天順元年（1457年）丁丑科會試第二百六十二名，殿試登進士第三甲第三十八名。曾官河南左布政使。

## 家族
曾祖楊泰。祖父楊志。父楊察。